# Real Love (Sarah-Connor-Lied)
Real Love (englisch für: „Wahre Liebe“) ist ein Lied der deutschen Popsängerin Sarah Connor aus dem Jahr 2010.

## Entstehung und Veröffentlichung
Die Interpretin Sarah Connor schrieb und komponierte gemeinsam mit Rike Boomgaarden, Alexander Geringas, Bernd Klimpel und Charlie Mason Real Love. Die Erstveröffentlichung von Real Love erfolgte als Teil von Connors siebten Studioalbum Real Love bei X-Cell Records. Am 10. Dezember 2010 erschien das Lied als zweite Singleauskopplung aus dem Album.

## Inhalt
Im Lied geht es um das lyrische Ich, das beschreibt, wenn sein Gegenüber es hält, könne es atmen, es gebe so einen Frieden. („When you’re holding me I can breathe, there’s such a peace.“). Im Refrain meint es, es habe eine wahre Liebe, baby, und es für sie so völlig ausreichend sei. („I’ve got a real love and 'cause of it I, I’ll be fine“).

## Musikvideo
Das dazugehörige Musikvideo entstand unter der Regie von Oliver Sommer und wurde unter anderem in der Dorfkirche Caputh in Brandenburg gedreht. Es zeigt Rückblenden eines kleinen Mädchens, das im Herbst ihren Opa in einer einsamen mondänen Villa besucht. In der Gegenwart ist das kleine Mädchen Sarah Connor, gekleidet in einem grauschwarzen Mantel, die die mittlerweile verlassene Villa nach Jahren wieder aufsucht und ihre Erinnerungen wachwerden lässt. Das Video verzeichnet aktuell auf der Videoplattform YouTube über 928 Tausend Aufrufe.

## Chartplatzierungen
| ChartsChartplatzierungen | Höchstplatzierung | Wochen |
| ------------------------ | ----------------- | ------ |
| Deutschland (GfK)        | 54 (2 Wo.)        | 2      |